# Gare de Sceaux
La gare de Sceaux est une gare ferroviaire française de la ligne de Sceaux. Elle est située dans la commune de Sceaux (département des Hauts-de-Seine). Elle ne doit pas être confondue avec l'ancienne gare de Sceaux, située à proximité du parc de Sceaux.
C'est une gare de la Régie autonome des transports parisiens (RATP) desservie par les trains de la ligne B du RER.

## Situation ferroviaire
La gare de Sceaux est située au point kilométrique (PK) 8,0 de la ligne de Sceaux, branche de Robinson, entre les gares de Bourg-la-Reine et de Fontenay-aux-Roses.

## Histoire

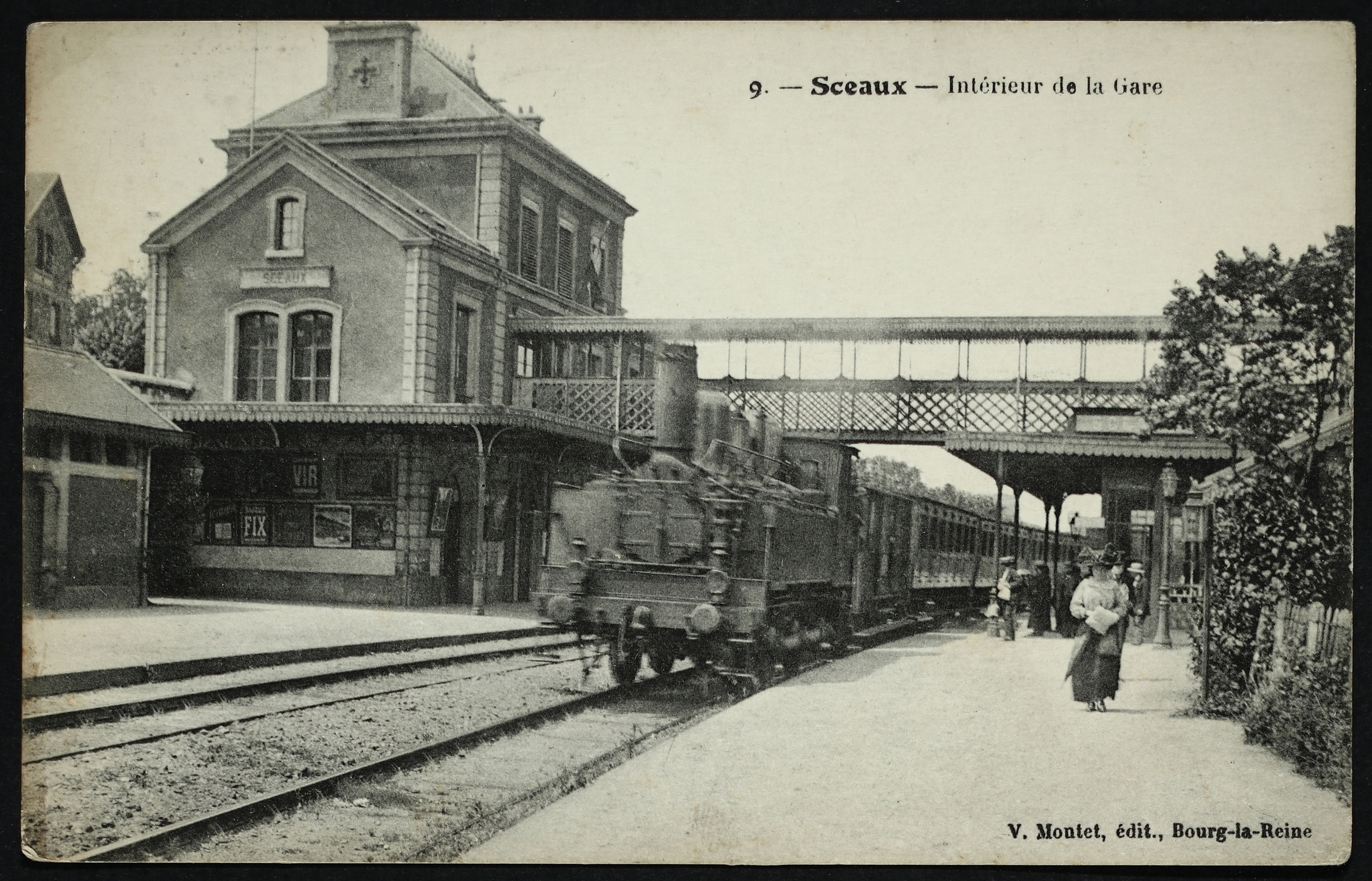
Carte postale - Gare de Sceaux.

Le bâtiment voyageurs date de 1893. La disposition des façades et l'aspect côté rue sont en tous points identiques à celui de la gare de Fontenay-aux-Roses. Cependant, à Sceaux, le bâtiment est disposé en surplomb des voies, ce qui implique la présence d'un niveau supplémentaire, côté voies, ainsi que la construction, dès l'origine, d'une passerelle métallique partant du bâtiment. Une marquise métallique et un abri de quai protègent les voyageurs des intempéries.
Par la suite[Quand ?], une galerie métallique contournant le bâtiment fut construite afin de permettre l'accès à la passerelle sans passer par le bâtiment.
En 1935, lors de la rénovation de la ligne de Sceaux, une marquise en béton a été ajoutée aux quais en courbe et les quais ont été surhaussés.
En 2019, 732 895 voyageurs sont entrés à cette gare, ce qui la place en 59e position des gares de RER exploitées par la RATP pour sa fréquentation.

## Service des voyageurs

### Accès
La gare compte trois accès :
- l'accès no 1 « rue Jean Mascré » ;
- l'accès no 2 « rue Jean-Louis Sinet » ;
- l'accès no 3 « avenue Raymond Poincaré ».

Accès à la gare
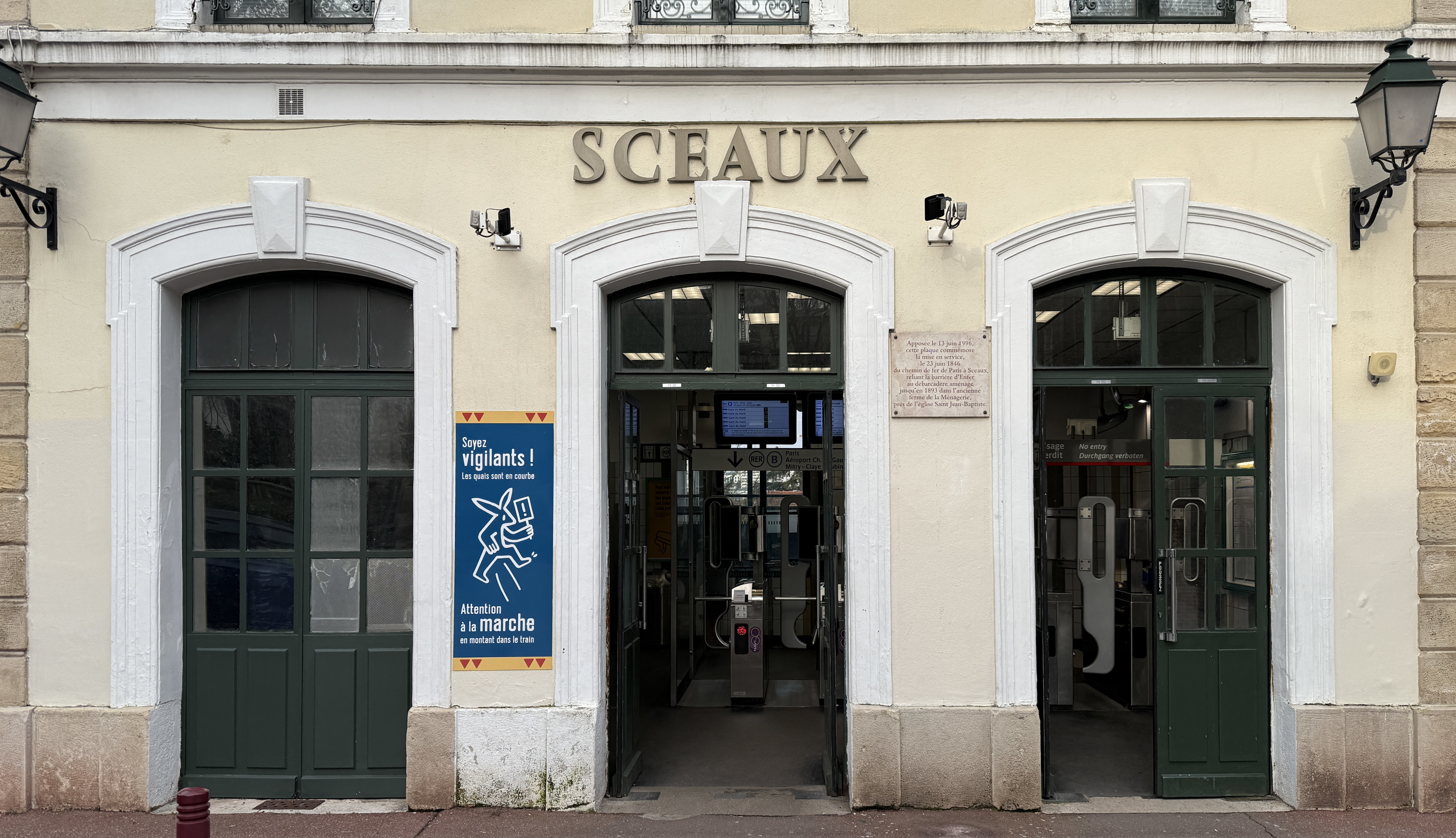
L'accès no 1 « Rue Jean Mascré ».
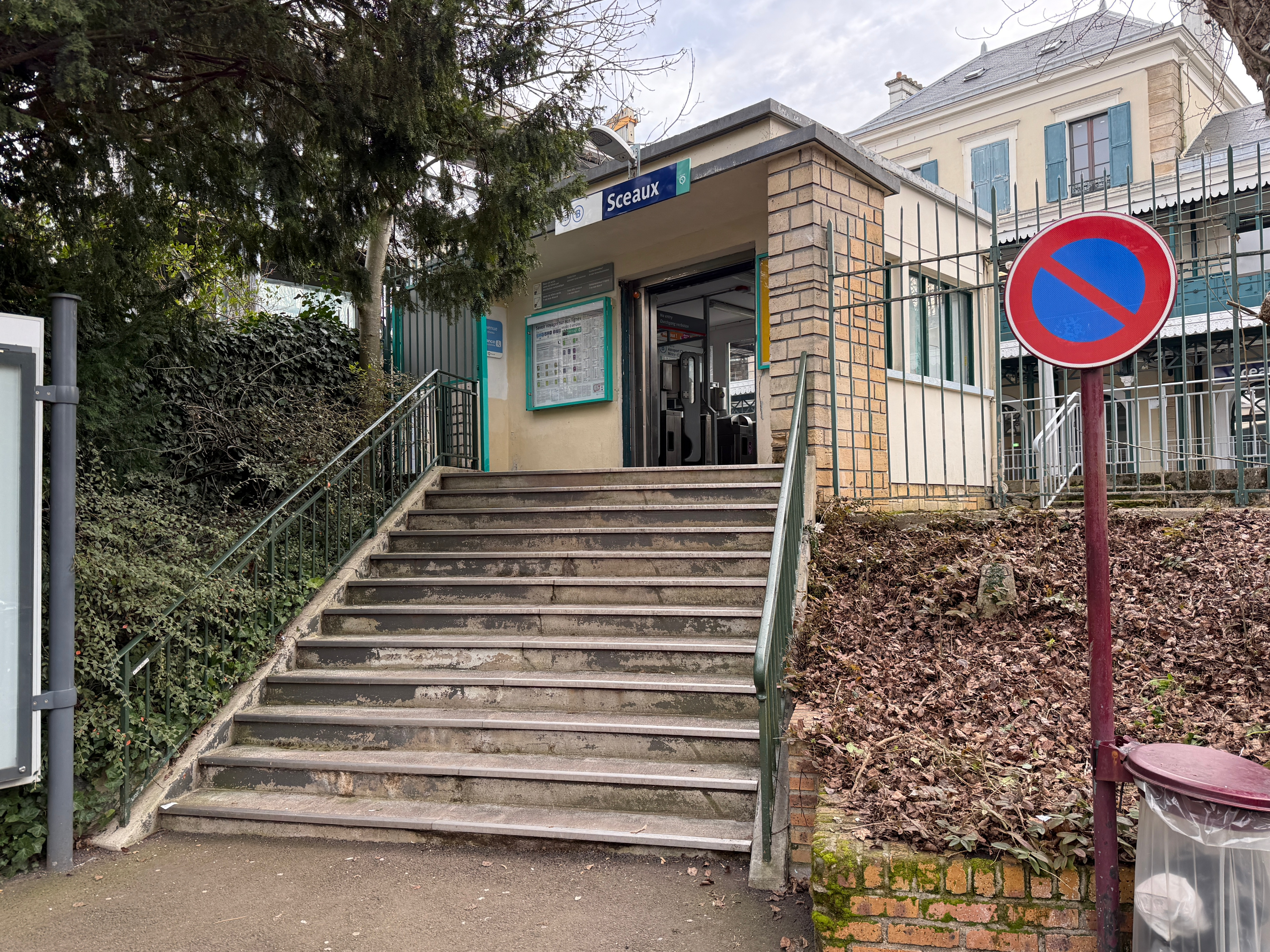
L'accès no 2 « Rue Jean-Louis Sinet ».
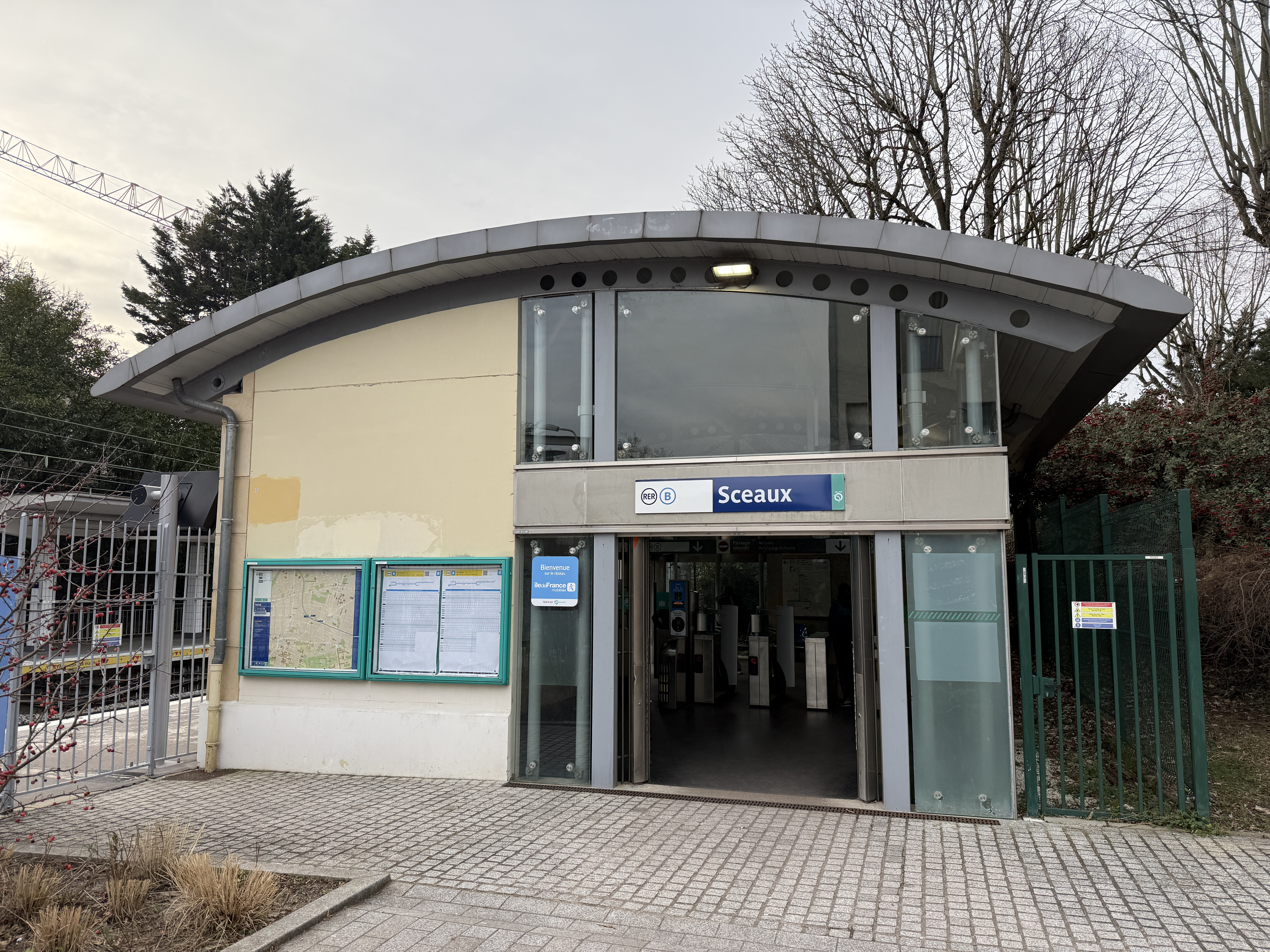
L'accès no 3 « Avenue Raymond Poincaré ».

### Desserte
La gare est desservie par les trains de la ligne B du RER à raison (par sens) d'un train toutes les 15 min aux heures creuses, tout le week-end et en soirée, et d'un train toutes les 12 minutes aux heures de pointe du matin et du soir.

### Intermodalité
Une correspondance avec la ligne 6 du Réseau de bus Vallée Sud Bus est possible dans cette gare.